# Andrzej (Andrys)
Andrzej zw. Andrys (zm. ok. 1481) – malarz poznański, zam. na Grobli Kapitulnej w Chwaliszewie. W roku 1472 (23 marca) podjął się namalowania obrazu do wielkiego ołtarza w Kościele NMP w Obornikach, przy czym cenę za tę pracę ustalono na 4 grzywny. Czy zlecenie Andrys wykonał - nie wiadomo, żaden bowiem obraz z tamtych czasów nie zachował się w tym kościele do współczesności.
Według Kazimierza Kaczmarczyka, żona Andrysa, Agnieszka, po śmierci męża sprzedała - 26 października bądź listopada 1481 - jego przybory malarskie innemu artyście malarzowi, Maciejowi Keyllarowi z Garbar, zaś otrzymane pieniądze (15 grzywien) miała zachować bądź dla siebie, bądź przekazała je synowi, wówczas klerykowi, Michałowi.

## Źródła
- Polski Słownik Biograficzny (Alfred Brosig), t. 1, 1935, str. 106